# Amanda Warren
 (décembre 2018).
Si vous disposez d'ouvrages ou d'articles de référence ou si vous connaissez des sites web de qualité traitant du thème abordé ici, merci de compléter l'article en donnant les références utiles à sa vérifiabilité et en les liant à la section « Notes et références ».
Pour les articles homonymes, voir Warren.
Amanda Warren née le 17 juillet 1982 à Coquille, Oregon, États-Unis est une actrice américaine.

## Biographie
Elle a étudié le chant à la Professional Performing Arts School à New York.

## Carrière
Elle a eu ses premiers rôles dans les séries et les films américains à la fin des années 2000. En 2010, elle est apparue dans Rubicon, Gossip Girl, The Good Wife et New York, section criminelle.
Elle a joué le rôle de Lucy Warburton dans la série télévisée The Leftovers,.

## Filmographie
Sauf indication contraire, les informations mentionnées dans cette section peuvent être confirmées par la base de données cinématographiques IMDb,  présente dans la section « Liens externes ».

### Cinéma
| Année | Titre                                     | Role                 | Notes |
| ----- | ----------------------------------------- | -------------------- | ----- |
| 2011  | The Adjustment Bureau                     | Senior Campaign Aide |       |
| 2012  | Sept psychopathes                         | Maggie               |       |
| 2013  | All Is Bright                             | Young Woman          |       |
| 2013  | Deep Powder                               | Officer O'Connor     |       |
| 2017  | Three Billboards Outside Ebbing, Missouri | Denise               |       |
| 2017  | Mother!                                   | Healer               |       |
| 2017  | Roman J. Israel, Esq.                     | Lynn Jackson         |       |
| 2017  | The Super                                 | Christina            |       |
| 2023  | Death Business (The Burial)               | Gloria Gary          |       |

### Télévision
| Année     | Titre                                   | Role                                | Notes                                                                                               |
| --------- | --------------------------------------- | ----------------------------------- | --------------------------------------------------------------------------------------------------- |
| 2008      | New York, section criminelle            | technicienne CSU                    | saison 7, épisodes 18 et 20                                                                         |
| 2009      | New York, section criminelle            | Haydon                              | saison 8, épisode 8                                                                                 |
| 2010      | The Good Wife                           | Ms. Pollock                         | Épisode : Fixé                                                                                      |
| 2010      | New York, police judiciaire             | Jalisa Kroger                       | saison 20, épisode 13                                                                               |
| 2010      | Rubicon                                 | Erin- Polygraph Tech                | Épisode : La vérité disparaîtra                                                                     |
| 2010      | Gossip Girl                             | Ostroff Therapist                   | Épisode : Le Townie                                                                                 |
| 2011      | A Mann's World                          | Michelle                            | Téléfilm                                                                                            |
| 2011      | Detroit 1-8-7                           | Rachel Cook-Jones                   | Épisode : Iceman/Malibu                                                                             |
| 2012      | The Closer : L.A. enquêtes prioritaires | DDA Claire Baldwin                  | 2 épisodes                                                                                          |
| 2013      | Royal Pains                             | Sandra                              | Épisode : Canette de Worms[réf. nécessaire]                                                         |
| 2014      | The Leftovers                           | Lucy Warburton                      | 10 épisodes                                                                                         |
| 2015      | New York, unité spéciale                | Tracy                               | saison 16, épisode 15 Tout pour ma fille                                                            |
| 2015      | Jessica Jones                           | Dr. Gallo                           | Épisode : AKA Smile                                                                                 |
| 2016      | Recon                                   | Malik                               | Téléfilm                                                                                            |
| 2017      | Las Reinas                              | Inspector Elsa Geller               | Épisode : pilote                                                                                    |
| 2017      | This Is Us                              | Dorthy Hill                         | Épisode : Memphis                                                                                   |
| 2017      | Taken                                   | Marie Salt                          | 2 épisodes                                                                                          |
| 2017      | The Wizard of Lies                      | SEC Investigator                    | Téléfilm                                                                                            |
| 2017      | House of Cards                          | Jenna Perkins                       | Épisode : Chapitre 54                                                                               |
| 2017      | The Brave                               | Louise Webb                         | Épisode : Protection renforcée                                                                      |
| 2017–2021 | NCIS: New Orleans                       | Zahra Taylor                        | 4 épisodes                                                                                          |
| 2017      | Black Mirror                            | Angelica                            | Épisode : Black Museum                                                                              |
| 2018      | New York, unité spéciale                | avocate de la défense Regina Carter | saison 19, épisode 21, L'Homme de la famille saison 20 épisode 8 Le Sommet de la chaine alimentaire |
| 2018      | Power                                   | Jessica Travers                     | 2 épisodes                                                                                          |
| 2018      | The Purge                               | Jane Barbour                        | rôle principal[Qui ?]                                                                               |
| 2021      | Gossip Girl                             | Camille de Haan                     | rôle récurrent                                                                                      |
| 2024      | New York, police judiciaire             | Camilla Paymor                      | Saison 24, épisode 8                                                                                |
| 2025      | The Night Agent                         | Catherine Weaver                    | Saison 2                                                                                            |